# Ernst Schott
Ernst Max Schott (* 2. November 1877 in Leutkirch; † 1. April 1961 in Stuttgart) war ein deutscher Jurist und Politiker. Er war Abgeordneter der Verfassunggebenden Landesversammlung in Württemberg (1919) und des Württembergischen Landtags (1920–1928, 1932–1933).

## Leben
Als Sohn des Oberamtmanns und Regierungsrats Paul Schott  geboren, studierte Schott nach dem Besuch des Gymnasiums in Stuttgart Rechtswissenschaften in Tübingen und Berlin. Während seines Studiums wurde er 1897 Mitglied der Burschenschaft Germania Tübingen. Er wurde zum Dr. iur. promoviert und arbeitete ab 1904 als Rechtsanwalt und Notar.
Er war Mitglied der Konservativen und ab Ende 1918 der Württembergischen Bürgerpartei/DNVP. Er war 1919 Abgeordneter der Verfassunggebenden Landesversammlung und von 1920 bis 1928 sowie von 1932 bis 1933 des Württembergischen Landtags. Von 1931 bis 1934 war er Mitglied des Gemeinderats in Stuttgart. Von 1928 bis 1932 war er Mitglied des Württembergischen Staatsgerichtshofes und bis 1945 Präsident der Notarkammer und stellvertretender Präsident der Anwaltskammer in Stuttgart.